# Подвысоцкий район
Подвысо́цкий район (укр. Підвисоцький район) — бывшая административно-территориальная единица Уманского округа, а также Киевской и Кировоградской областей Украинской ССР, с центром в селе Подвысокое

## История
Образован 7 марта 1923 года из территории бывших Подвысоцкой и Торговицкой волостей Уманского уезда и вошёл в состав Уманского округа Киевской губернии. В 1925 к району были присоединены Небелевский, Островецкий и Роговский сельсоветы, ранее входившие в состав Бабанского района. В то же время Чеснопольский сельский совет, с центром в селе Чеснополь, был передан в состав Тальновского района, а село Теклиевка — в состав Бабанского. В сентябре 1930 года все округа в Украинской ССР были ликвидированы и Подвысоцкий район перешёл в прямое подчинение руководству республики. В 1931 году район был упразднён, а его территория была присоединена к Бабанскому району
Восстановлен в феврале 1935 года, на территории 16 сельских советов, выделенных из Бабанского района, и вошёл в состав Киевской области Украинской ССР. Указом Президиума Верховного Совета СССР от 10 января 1939 года район включён в состав образованной этим же указом Кировоградской области. В 1957 году в состав района вошли Когутовский и Орловский сельские советы (с центрами в сёлах, соответственно, Когутовка и Орлово), ранее входившие в Голованевский район.
Район был расформирован в июле 1959 года, вся его территория вошла в состав Новоархангельского района.

## Состав района
По состоянию на 1946 год, район включал в себя следующие населённые пункты:
- Владимировский сельский совет:
  - Владимировка
- Каменецкий сельский совет:
  - Каменечье
- Копековатский сельский совет:
  - Копенковатое
- Лебединский сельский совет:
  - Лебединка
  - хутор Лещовка
  - хутор Табанов
  - хутор Шевченков
- Левковский сельский совет:
  - Левковка
- Небелевский сельский совет:
  - Небелевка
- Нерубайский сельский совет:
  - Нерубайка
- Перегоновский сельский совет:
  - Перегоновка
- Подвысоцкий сельский совет:
  - Подвысокое
  - хутор Тарасовка
- Покотиловский сельский совет:
  - Покотилово
- Полонистенский сельский совет:
  - Давыдовка
  - Полонистое
- Рассоховатецкий сельский совет:
  - Рассоховатец
- Свердликовский сельский совет:
  - Свердликово
  - хутор Задубовинки
- Станиславовский сельский совет:
  - Станиславовка
- Торговицкий сельский совет:
  - Торговица